# حادثة دوردي مارتينوفيتش
دوردي مارتينوفيتش (بالسيريلية الصربية: Ђорђе Мартиновић) وهو مزارع صربي من كوسوفو تحول لمحور حادثةٍ شهيرةٍ في مايو 1985، عندما عولج من إصاباتٍ ناجمةٍ عن إدخال زجاجةٍ في شرجه. أصبحت "قضية مارتينوفيتش"، كما عُرفت، قضيةً شهيرةً في السياسة اليوغوسلافية . ورغم أن وقائع الحادثة ظلت محل نزاعٍ لسنواتٍ بعد ذلك، إلا أنها لعبت دورًا في تفاقم التوترات العرقية بين سكان كوسوفو الصرب والألبان . 

## ظروف الحادثة
في الأول من مايو/ عام 1985، وصل دوردي مارتينوفيتش، وهو من سكنة بلدة جيلان الكوسوفية وكان حينها يبلغ من العمر 56 عامًا، إلى المستشفى المحلي بزجاجة مكسورة عالقة في مستقيمه . وادعى أنه تعرض لهجوم من قبل رجلين ألبانيين أثناء عمله في حقله. وبعد استجوابه من قبل عقيد في الجيش الشعبي اليوغوسلافي، ورد أن مارتينوفيتش اعترف بأن إصاباته كانة لمحاولة فاشلة للاستمناء . وأفاد المحققون العموميون أن "المدعي العام توصل إلى استنتاج مكتوب يبدو منه أن المصاب قام بعمل 'إرضاء للذات' اثناء عمله في حقله، حيث [أنه] وضع زجاجة فارغة تخص المشروبات الغازية  على عصا خشبية وغرسها في الأرض. وبعد ذلك جلس "على الزجاجة لكي يستمتع".  أصدر زعماء المحليين في جيلان بعد ذلك بيانًا يصفون فيه إصاباته بأنها "عواقب عرضية لممارسة 'الجنس الذاتي' ". 
نُقل إلى بلغراد لإجراء مزيد من التحقيقات في الأكاديمية الطبية العسكرية، إلا أن فريقًا طبيًا هناك أفاد بأن إصاباته لا تتفق مع الجرحٍ الذي تسبب به لنفسه. وخلص الفريق، الذي ضم طبيبين من بلغراد وطبيبًا من كل من ليوبليانا وزغرب وسكوبيه (ممثلين بذلك أربعًا من جمهوريات يوغوسلافيا الست) إلى أن الإصابات نجمت عن "إدخال أو انغماس قوي ووحشي ومفاجئ لزجاجة سعة 500 مل، أو بالأحرى طرفها الأوسع، في المستقيم"، وأنه من المستحيل جسديًا أن يكون مارتينوفيتش قد فعل ذلك بنفسه. وجادل الفريق بأن الإدخال "لا يمكن أن يكون قد تم إلا من قِبل شخصين أو أكثر على الأقل". 
تم طلب رأي ثانٍ وتم تقديمه بعد شهر من قبل لجنة برئاسة الطبيب الشرعي السلوفيني يانيز ميلشينسكي.  وخلص فريق ميلشينسكي إلى أن مارتينوفيتش ربما يكون قد أدخل الزجاجة عن طريق وضعها على عصا، والتي دفعها إلى الأرض، لكنه انزلق أثناء الاستمناء وكسر الزجاجة في مستقيمه تحت قوة وزن جسمه.  وبحسب ما ورد استنتجت الشرطة السرية اليوغوسلافية والمخابرات العسكرية من هذا أن إصابات مارتينوفيتش كانت على الأرجح ذاتية. 
وفي النهاية، لم تتابع السلطات الفيدرالية اليوغوسلافية والصربية القضية، حتى بعد إلغاء الحكم الذاتي في كوسوفو عام 1989، لم يبدو أن هناك أي محاولة جادة قد بُذلت للعثور على المهاجمين المزعومين لمارتينوفيتش. 

## ردود الفعل
قوبلت القضية بسيل من التصريحات القومية والمعادية للألبان في الصحف الصربية. وكان هذا بحد ذاته تطورًا هامًا. فقد جعلت الحكومة اليوغوسلافية القومية العلنية موضوعًا محظورًا لسنوات عديدة، وكانت وسائل الإعلام اليوغوسلافية قد قللت سابقًا من شأن القومية العرقية بشكل ممنهج. وقد بشّر انهيار هذا المحظور في تغطية قضية مارتينوفيتش بنمو القومية الذي أدى لاحقًا إلى انهيار البلاد عام 1991. 
أكدت صحيفة بوليتيكا الصربية أن الأفراد الذين هاجموا مارتينوفيتش كانوا أعضاء في عائلة ألبانية محلية أرادوا شراء أرض رفض مارتينوفيتش بيعها.  كان لهذا الادعاء صدى كبير في السياسة الصربية؛ فقد اعتُبر الخروج المستمر للصرب من كوسوفو نتيجة للاضطهاد المتعمد للصرب من قبل الألبان الذين يسعون إلى طردهم من أراضيهم والاستيلاء على ممتلكاتهم. 

أُجريت تشبيهات عديدة لموضوع مع تصرفات الأتراك العثمانيين ، الذين حكموا صربيا حتى عام 1833(وكوسوفو حتى عام 1912). وشُبّهت هذه الحادثة على نطاق واسع باستخدام العثمانيين للخازوق كوسيلة تعذيب وإعدام. وقد رُبطت هذه الصلة صراحةً في الاشعار الصربية التي أُحيت ذكرى هذه الحادثة، والذي استلهم سمات "عثمانية"؛ على سبيل المثال:
بالزجاجة المكسورة
على وتدٍ
كأنهم اخترقوا خروفًا حيًّا،
هكذا مرّوا عبر جورجي مارتينوفيتش،
وكأنهم بخطواتهم الأولى الثقيلة
يخطّون طريقهم نحو حقل مستقبلهم...
وحين أفاق جورجي مارتينوفيتش
من الأفيون والألم،
كأنما استيقظ
من زمنٍ عثمانيٍّ غابر،
وقد وجد نفسه
موثقًا على وتد.
وقد اكتسبت مثل هذه المقارنات تأثيراً إضافياً بسبب الطبيعة الأسطورية لاستخدم الخازوق باعتباره أحد أكثر العقوبات المروعة التي مارسها العثمانيون، فالدور الذي لعبه الخازوق استعارة للقمع العثماني في الثقافة الصربية.
قارن آخرون الحادثة بوقائع تاريخية أخرى لاضطهاد الصرب والمسيحيين، واصفين مارتينوفيتش بأنه "نموذجٌ لمعاناة الصرب وشر الألبان (المسلمين، العثمانيين...)".  وصف الكاتب برانيسلاف كرنشيفيتش تجربة مارتينوفيتش بأنها "ياسينوفاتش لرجل واحد" (في إشارة إلى معسكر اعتقال ياسينوفاتش ، حيث ذُبح مئات الآلاف من الصرب خلال الحرب العالمية الثانية ). رسم الرسام ميتشا بوبوفيتش لوحةً ضخمةً مستوحاةً من لوحة "استشهاد القديس فيليب " لجوزيبي دي ريبيرا ، تصور ألباناً يرتدون قلنسواتٍ جمجميةً يرفعون مارتينوفيتش على صليب خشبي. ويظهر أحد الألبان ممسكًا بزجاجةٍ زجاجيةٍ في يده. 
أكدت عريضة وقّعها مثقفون صربيون أن "قضية دوردي مارتينوفيتش أصبحت قضية الأمة الصربية بأكملها في كوسوفو". بعد ثلاث سنوات، سارت مجموعة من النساء الصربيات إلى البرلمان الصربي للضغط من أجل إلغاء الحكم الذاتي لكوسوفو، مُعلنات أنه "لم يعد بإمكاننا الوقوف مكتوفي الأيدي بينما يُطعن إخواننا على خازوق حاد". 
تبنت رابطة كتاب صربيا قضية مارتينوفيتش، ووجدت أن جمعيتها العمومية لعام ١٩٨٥ (المنعقدة في ١٦ يونيو) قد هيمنت عليها مناقشة قضية مارتينوفيتش. شبّه الناقد الأدبي زوران غلوشتشيفيتش الوضع الذي تواجهه الأقلية الصربية في كوسوفو بـ"أكثر التجارب الفاشية رعبًا في الحرب العالمية الثانية". واستذكر غلوشتشيفيتش قضية دريفوس في فرنسا مطلع القرن العشرين والدور الذي لعبه كُتّاب مثل إميل زولا في تلك القضية، ودعا الرابطة إلى الدفاع عن مارتينوفيتش. وقد قُبل اقتراحه بأغلبية ساحقة، واعتمدت الرابطة رسالة مفتوحة طالبت البرلمان الصربي بتشكيل لجنة للتحقيق في قضية مارتينوفيتش.  أقام الكاتب الصربي دوبريكا كوسيتش (على حد تعبيره) "تعاونًا مكثفًا" مع الجماعات الصربية في كوسوفو، وساعد مارتينوفيتش على توكيل محامٍ وتوجيه اتهامات ضد مسؤولين زُعم أنهم أجبروه على توقيع اعتراف كاذب. كما كتب نيابةً عن مارتينوفيتش إلى الرئيس الصربي، إيفان ستامبوليتش ، ووزارة الدفاع الاتحادية . 
اعتبر بعض المنظرين والمثقفين والسياسيين القوميين الصرب قضية مارتينوفيتش رمزًا لميلٍ مسلمٍ مزعومٍ للواط . وجادل يوفان راشكوفيتش ، وهو طبيب نفسي بارز وناشط قومي صربي من كرايينا ، بأن "المسلمين مهووسون بالمرحلة الشرجية من نموهم النفسي والاجتماعي، ولذلك يتسمون بالعدوانية العامة وهوس الدقة والنظافة". واعتبر العديد من الصرب هذه القضية مثالًا واضحًا على إساءة الألبان (من وجهة نظرهم) معاملة الصرب بينما "تغض حكومة كوسوفو التي يديرها الألبان الطرف عن ذلك". 
من جانبهم، رأى العديد من ألبان كوسوفو (كما يتضح من اعتراف مارتينوفيتش المبكر) أنه هو المتسبب في الجرح لنفسه عن طريق الخطأ، وحاول التغطية عليه بإلقاء اللوم على الألبان، مما مكّن القوميين الصرب من استغلاله لإثارة المشاعر المعادية للألبان. وأقرّ آخرون بغموض الأدلة، لكنهم اعترضوا على الطريقة التي استُخدمت بها القضية لتجسيد العلاقة الصربية الألبانية. 
كان الرأي السائد في سلوفينيا وكرواتيا هو الحذر من القومية الصربية وأن قضية مارتينوفيتش كانت مجرد ذريعة لفرض تغيير على الدستور اليوغوسلافي لمنح صربيا السيطرة الكاملة على إقليميها المتمتعين بالحكم الذاتي. 